# AvivA Verlag
Der AvivA Verlag wurde 1997 von der Literaturwissenschaftlerin und Kunsthistorikerin Britta Jürgs gegründet und hat seinen Sitz in Berlin-Moabit. Schwerpunkte des Verlagsprogramms sind Romane der 1920er-Jahre, Werke von Frauen in der Kunst sowie Kulturgeschichte. Der Verlag ist Mitglied der Kurt-Wolff-Stiftung zur Förderung unabhängiger Verlage.

## Programm
In der Reihe Wiederentdeckte Schriftstellerinnen veröffentlicht der Verlag in Erst- und Neuauflagen Werke aus den 1920er- und 1930er-Jahren von deutschsprachigen, vorwiegend jüdischen Autorinnen wie Victoria Wolff, Lili Grün, Alice Berend, Ruth Landshoff-Yorck, Alice Rühle-Gerstel, Maria Leitner, Christa Winsloe, Lessie Sachs oder Vicki Baum. Die Autobiografie „Ein Mensch wird“ der Schriftstellerin Alma M. Karlin (1889–1950), die ab 1919 acht Jahre lang die Welt bereiste, erschien erstmals im deutschsprachigen Original im AvivA Verlag, der auch die Reisebücher der Autorin wiederveröffentlicht. In Erst- oder Neuübersetzungen erschienen Werke der amerikanischen Undercover-Journalistin und Weltreisenden Nellie Bly (1864–1922), der britischen Schriftstellerin und Dramatikerin Shelagh Delaney, der französischen Ethnologin und Widerstandskämpferin Germaine Tillion, der amerikanischen Schriftstellerin Silvia Tennenbaum sowie das Theaterstück Freshwater von Virginia Woolf. Werke der Berliner Schriftstellerin Annemarie Weber aus den 1960er und 1970er Jahren sowie Texte von Gegenwartsautorinnen wie Esther Dischereit, Marina Neubert, Antje Wagner sowie der georgischen Schriftstellerin Salome Benidze ergänzen das Programm. Die Künstlerinnen-Reihe widmet sich in Porträts, Biografien und Anthologien Frauen aus der Kunst- und Kulturgeschichte.
Im AvivA-Verlag erscheint weiter seit 2021 mit Frauen und Film die erste feministische filmtheoretische Zeitschrift Europas.

### Titel (Auswahl)
- Vicki Baum: Pariser Platz 13 – Eine Komödie aus dem Schönheitssalon und andere Texte über Kosmetik, Alter und Mode. Herausgegeben u. mit einem Nachwort von Julia Bertschik
- Brigitte Beier / Karina Schmidt: Hier spielt die Musik! Tonangebende Frauen in der Klassikszene
- Salome Benidze: Die Stadt auf dem Wasser. Aus dem Georgischen übersetzt von Iunona Guruli
- Alice Berend: Der Herr Direktor. Mit einem Nachwort von Britta Jürgs
- Regine Beyer: Abendkleid und Filzstiefel – Die Jazzpianistin und Diseuse Peggy Stone., 2010, ISBN 978-3-932338-42-7.
- Susanne Beyer: Palucca – Die Biografie.
- Karla Bilang: Frauen im „STURM“. Künstlerinnen der Moderne.
- Nellie Bly: Around the World in 72 Days. Die schnellste Frau des 19. Jahrhunderts. Herausgegeben von Martin Wagner, aus dem Englischen übersetzt von Josefine Haubold.
- Nellie Bly: Zehn Tage im Irrenhaus. Undercover in der Psychiatrie. Herausgegeben und aus dem Englischen übersetzt von Martin Wagner.
- Katrin Boese: Zelda Fitzgerald – ‚So leben, dass ich frei atmen kann.‘ 2010, ISBN 978-3-932338-43-4.
- Shelagh Delaney: A Taste of Honey. Aus dem Englischen übersetzt von Tobias Schwartz, herausgegeben von Tobias Schwartz und André Schwarck
- Esther Dischereit: An den Hohen Feiertagen gab es ein Flüstern und Rascheln im Haus
- Hanna Gagel: So viel Energie – Künstlerinnen in der dritten Lebensphase
- Ingeborg Gleichauf: So viel Fantasie. Schriftstellerinnen in der dritten Lebensphase
- Margaret L. Goldsmith: Patience geht vorüber[2]
- Lili Grün: Alles ist Jazz. Herausgegeben u. mit einem Nachwort von Anke Heimberg
- Florence Hervé (Hrsg.): Durch den Sand – Schriftstellerinnen in der Wüste
- Britta Jürgs (Hrsg.): Vom Salzstreuer bis zum Automobil: Designerinnen
- Alma M. Karlin: Ein Mensch wird. Auf dem Weg zur Weltreisenden. Herausgegeben u. mit einem Nachwort von Jerneja Jezernik, m. einer Einleitung v. Britta Jürgs
- Ruth Landshoff-Yorck: Roman einer Tänzerin. Erstausgabe aus dem Nachlass. Herausgegeben u. mit einem Nachwort von Walter Fähnders.
- Ruth Landshoff-Yorck: Das Mädchen mit wenig PS. Feuilletons aus den zwanziger Jahren. Herausgegeben u. mit einem Nachwort von Walter Fähnders
- Marian Leitner: Mädchen mit drei Namen. Reportagen aus Deutschland und ein kleiner Berliner Roman. Herausgegeben u. mit einem Nachwort von Helga u. Wilfried Schwarz
- Alice Rühle-Gerstel: Der Umbruch oder Hanna und die Freiheit. Herausgegeben u. mit einem Nachwort von Marta Marková
- Lessie Sachs: Das launische Gehirn. Lyrik und Kurzprosa. Herausgegeben u. mit einem Nachwort von Christiana Puschak und Jürgen Krämer
- Iris Schürmann-Mock: Frauen sind komisch. Kabarettistinnen im Porträt
- Tobias Schwartz / Virginia Woolf: Bloomsbury & Freshwater. Mit dem Essay „Julia Margaret Cameron“ von Virginia Woolf und einem Nachwort von Klaus Reichert
- Kristine von Soden: „Und draußen weht ein fremder Wind“. Über die Meere ins Exil
- Amelie Soyka (Hrsg.): Tanzen und tanzen und nichts als tanzen. Tänzerinnen der Moderne von Josephine Baker bis Mary Wigman
- Silvia Tennenbaum: Rachel, die Frau des Rabbis. Aus dem Englischen übersetzt von Claudia Campisi
- Annemarie Weber: Westend. Mit einem Nachwort von Robert Weber
- Christa Winsloe: Auto-Biographie und andere Feuilletons. Herausgegeben und mit einem Nachwort von Doris Hermanns
- Victoria Wolff: Das weiße Abendkleid. Herausgegeben u. mit einem Nachwort von Anke Heimberg

## Auszeichnungen
Die AvivA-Verlegerin Britta Jürgs wurde vom Branchennetzwerk BücherFrauen für ihren „Einsatz und Enthusiasmus (…) Frauen die Präsenz zu verschaffen, die deren Werk und Wirken zustehen“ zur „BücherFrau des Jahres 2011“ gewählt.
2015 erhielt der von Anke Heimberg herausgegebene Band „Mädchenhimmel!“ mit Gedichten und Geschichten der jüdischen Autorin Lili Grün den Melusine-Huss-Preis. Im September 2019 wurde der Verlag mit einem Deutschen Verlagspreis und im November 2020 mit dem Großen Berliner Verlagspreis ausgezeichnet.
2022 war der AvivA-Verlag unter den Preisträgern des Deutschen Verlagspreises.
Für 2024 wurde dem Verlag der Kurt-Wolff-Preis zuerkannt.